# Ratusz w Świdnicy
Ratusz w Świdnicy położony jest w centrum miasta, przy Rynku 37. 

## Historia
Pierwotny budynek ratusza, wybudowany w stylu gotyckim, był budowlą dwupiętrową, powstałą w wyniku dokonanej w latach 1329–1336 przebudowy domu kupieckiego z 1291. 
Wieża nowego ratusza spłonęła w pożarze miasta w 1393. Odbudowaną i odrestaurowaną wieżę, jak i cały ratusz, strawił kolejny wielki pożar 9 maja 1528. Wieżę i ratusz odbudowano pieczołowicie w latach 1548–1555. Budynek w niezmienionym kształcie przetrwał do 1716, kiedy to z kolejnego pożaru ocalały tylko północno-zachodni narożnik ratusza i kapliczka ratuszowa. Kolejna już odbudowa gmachu ratusza, dzięki której budynek zawdzięcza swój dzisiejszy wygląd, została przeprowadzona w latach 1717–1720. Wieża ratuszowa przetrwała jedynie do 1757 roku kiedy to zburzyły ją wojska austriackie. Mimo to Świdniczanie w 1765 po raz kolejny odbudowali symbol miasta. Odbudowana wieża była repliką wieży kościoła parafialnego w skali 1:2 (osiągnęła wysokość 50 m). 

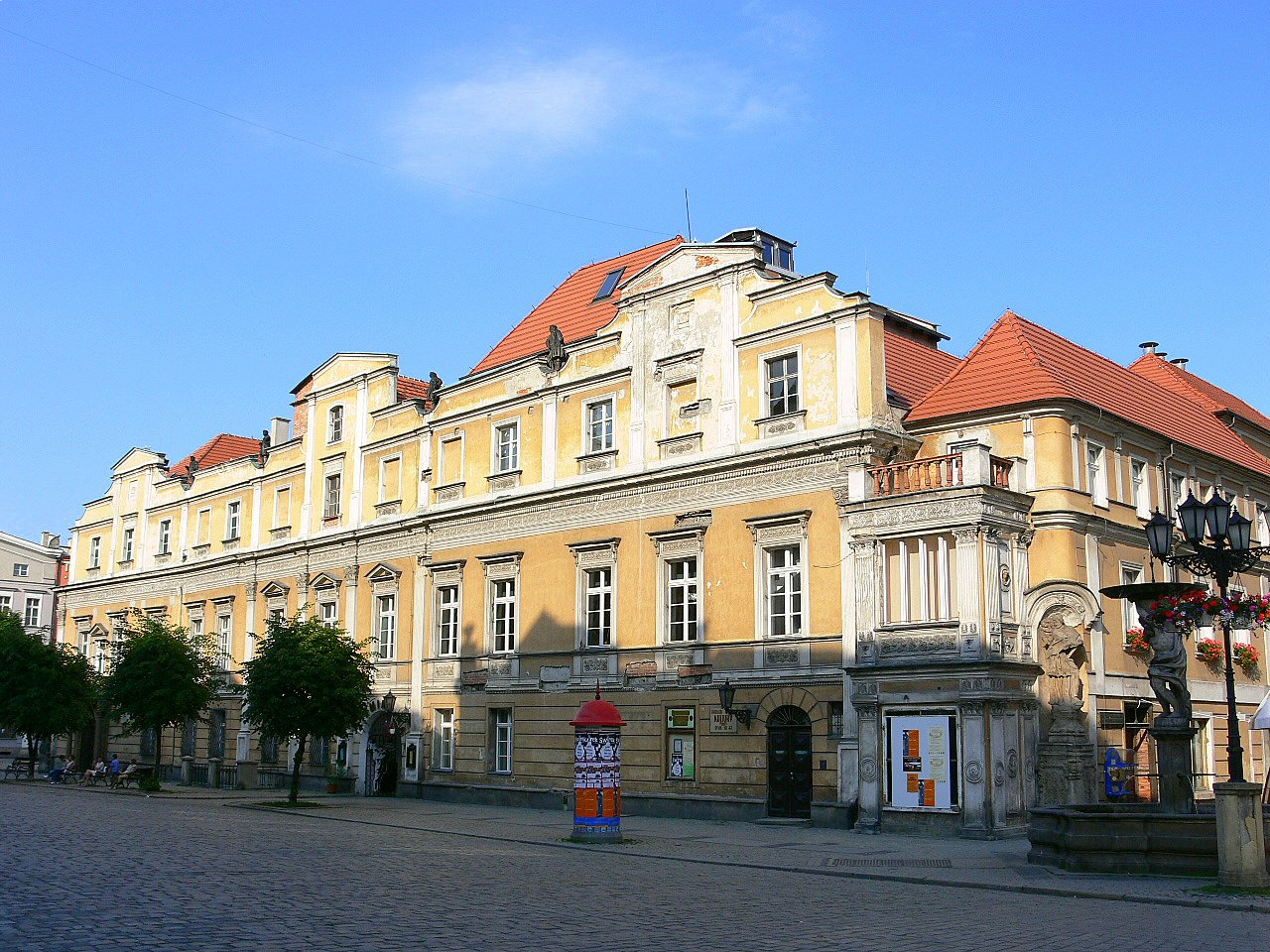
Ratusz w Świdnicy (2006)

Wieża ratusza przetrwała I oraz II wojnę światową w dobrym stanie. 
5 stycznia 1967 roku o godzinie 15.16 wieża świdnickiego ratusza runęła w wyniku nieudolnie przeprowadzanego remontu samej wieży oraz rozbiórki sąsiednich budynków.
Na początku czerwca 2010 rozpoczęto odbudowę; 5.03.2012 kilka minut po godzinie 15 zamontowano hełm wieńczący wieżę. Uroczyste otwarcie wieży ratuszowej w Świdnicy odbyło się 17 listopada 2012 roku, a więc z półrocznym poślizgiem (planowany pierwotnie termin całkowitego ukończenia prac upływał wiosną 2012). Równolegle przeprowadzono renowację samego ratusza, w którym obecnie mieści się Muzeum Dawnego Kupiectwa.
Wszystkie elementy zegara, które są widoczne na zewnątrz, wzorowano na ich oryginalnym wyglądzie sprzed zawalenia się wieży. Zwieńczona jest hełmem i iglicą z charakterystyczną kulą. 
Sama wieża ratuszowa nie jest wierną rekonstrukcją starej, która była smuklejsza i wyższa. Współczesna konstrukcja jest żelbetonowa z ociepleniem elewacji. Detale, jak na przykład okna, zostały odbudowane w formie nowoczesnej. Także rzut nowej wieży nie jest zgodny z oryginałem. Rzut górnej części nie jest czysto ośmioboczny.

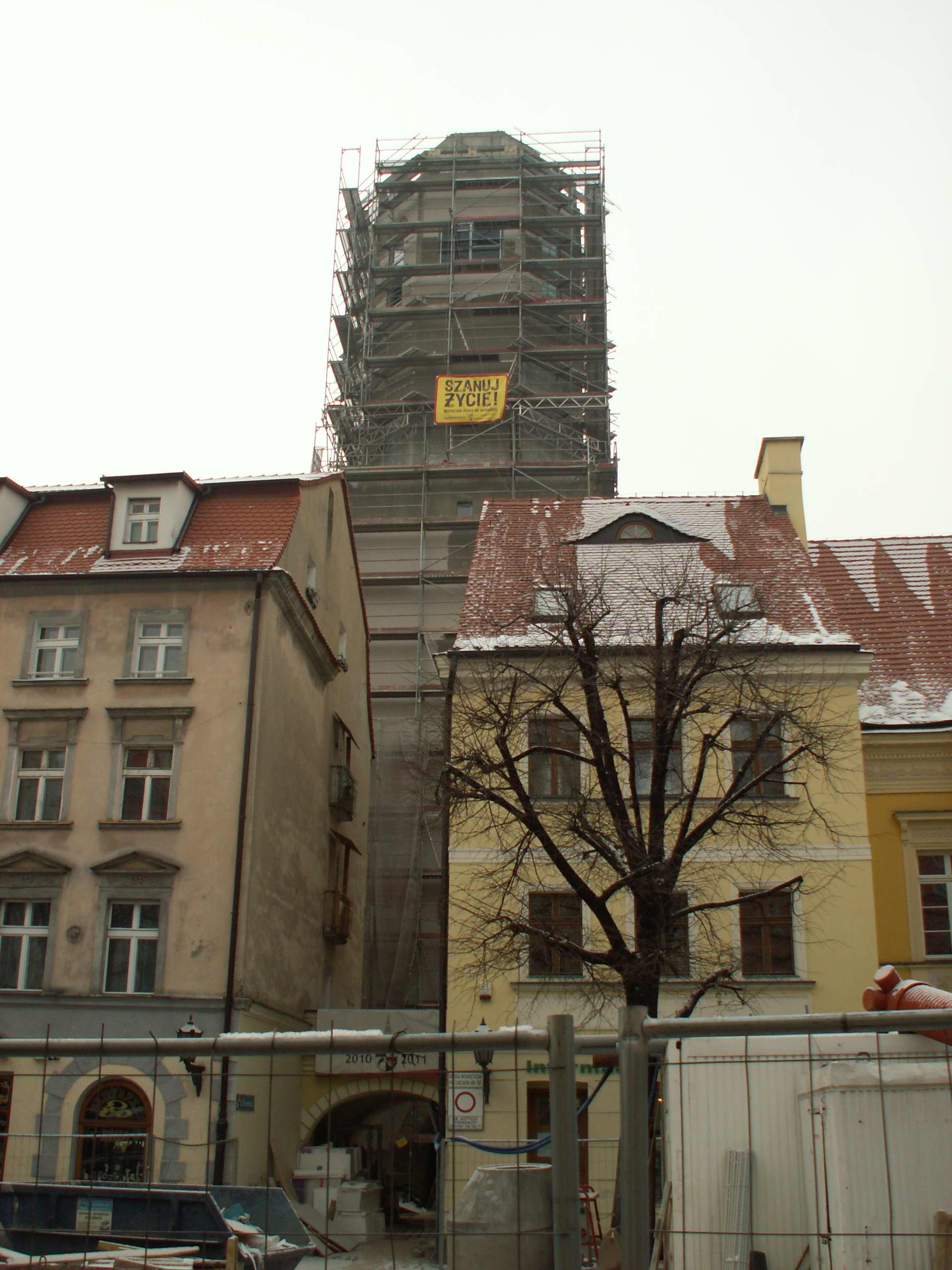
Odbudowa - luty 2012

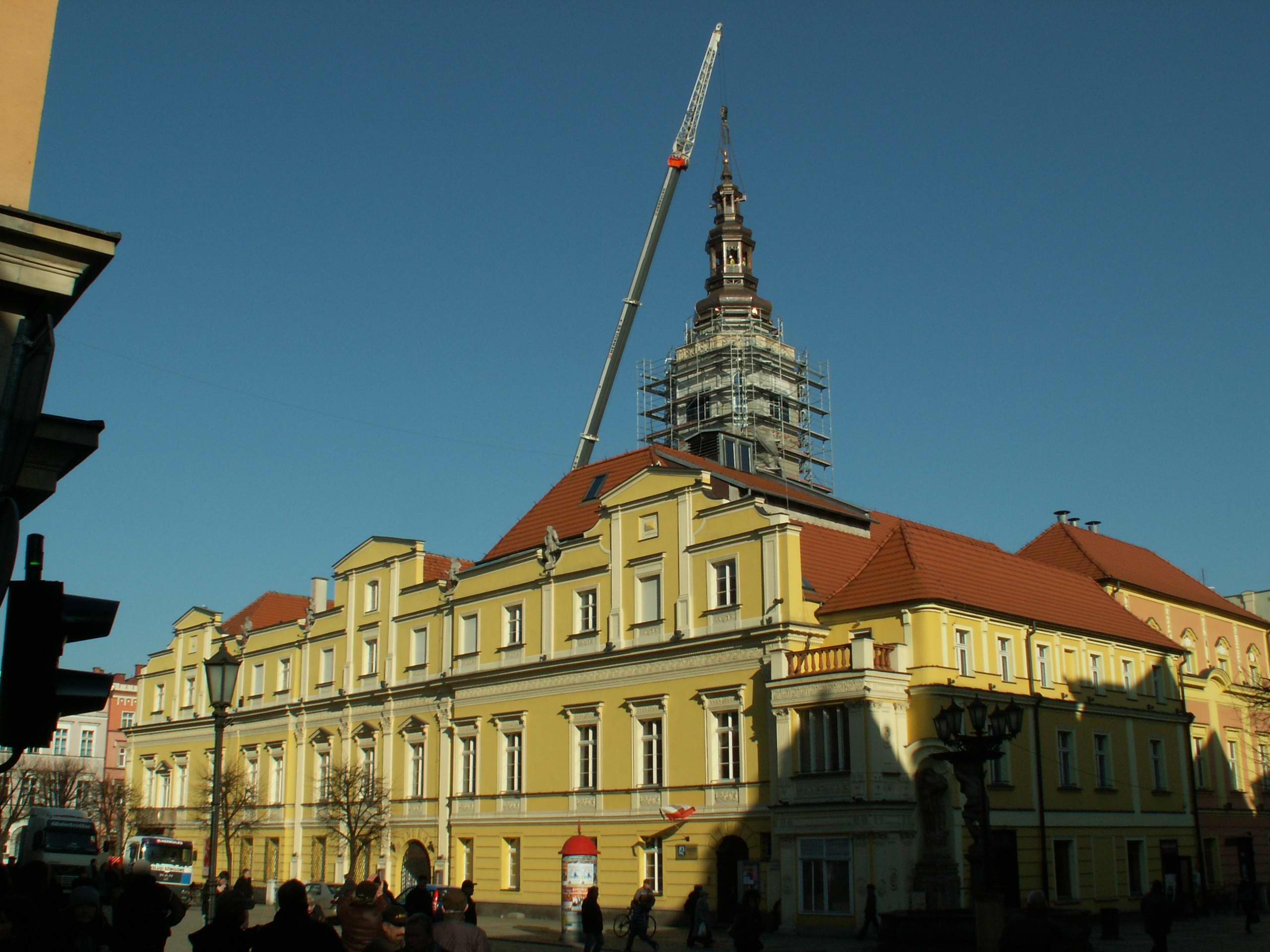
Ratusz 5.03.2012, zakończenie instalacji zwieńczenia wieży

## Architektura
W niszach narożników budynku znajdują się dwie kamienne rzeźby, są to figura św. Jana Nepomucena pochodząca z 1718 i figura św. Floriana z 1720, ich autorem był świdnicki mistrz Georg Leonhard Weber. W szczytowej części elewacji zewnętrznej znajduje się barokowy portal balkonowy oraz kamienne posągi książąt świdnicko-jaworskich przeniesione na to miejsce z dawnej wieży ratuszowej. Patrząc od lewej są to: Bolko I, Bernard, Bolko II oraz Karol IV. Na uwagę zasługuje także główny portal z balkonem oraz kartuszem z herbem miasta pochodzący z 1720. Od północy w przyziemiu znajduje się barokowy portal ozdabiający wejście do piwnicy ratuszowej, gdzie dawniej znajdowała się tzw. piwnica świdnicka, gdzie pijano warzone w miejscowych browarach piwo. Od zachodu w miejscu dawnego przejazdu jest wejście do restauracji, a od północnego zachodu barokowy portal z 1720 ozdobiony kolumnami korynckimi, które wspierają balkon, który jest ozdobiony herbem miasta.
We wnętrzach ratusza przetrwała gotycka, ozdobiona barokowym wykuszem Izba Rajców Miejskich z XVI wieku oraz odkryta w 1975 drewniana wczesnorenesansowa polichromia datowana na 1537.